# Sóviet Supremo de la República Socialista Soviética de Georgia
El Sóviet Supremo de la República Socialista Soviética de Georgia (en georgiano: საქართველოს სსრ-ის უმაღლესი საბჭო, romanizado: sakartvelos ssr-is umaghlesi sabch'o; en ruso: Верховный Совет Грузинской ССР, romanizado: Verkhovnyy Sovet Gruzinskoy SSR) fue el sóviet supremo (mayor órgano legislativo) de la RSS de Georgia, una de las repúblicas constituyentes de la Unión Soviética, desde 1938 hasta 1990.

## Historia
El Sóviet Supremo de la República Socialista Soviética de Georgia fue precedido por el Congreso de los Soviets de Georgia que operó desde 1922 hasta 1937. Entre el 11 y el 12 de octubre de 193, el Comité Central del Partido Comunista discutió los temas para la campaña electoral. El Pleno tomó una decisión especial sobre el trabajo organizativo y de propaganda de las organizaciones del partido en relación con las elecciones al Sóviet Supremo de la URSS. Una de las fechas programadas para las elecciones fue el 12 de diciembre de 1937. El 12 de junio de 1938, se llevaron a cabo elecciones para el Sóviet Supremo en la República Socialista Soviética de Georgia sobre la base de la nueva constitución.  El 8 de julio se celebró la primera sesión del Sóviet Supremo de la República Socialista Soviética de Georgia, con Iósif Kochlamazashvili elegido como presidente. Por resolución del Sóviet Supremo de la RSS de Georgia del 10 de julio, se eligió su Presídium, bajo la presidencia de Filipp Makharadze, y el 11 de julio, se estableció también el Consejo de Comisarios del Pueblo de la República Socialista Soviética de Georgia, presidido por Valerian Bakradze.

## Estructura

### Presídium
El presídium era el órgano con funciones legislativas encargado de dirigir al Sóviet Supremo durante los periodos entre sesiones de este. Los miembros de este eran elegidos por los diputados al inicio de cada convocatoria. Sus funciones eran convocar las sesiones del Sóviet Supremo, interpretar las leyes, otorgar títulos honoríficos y condecoraciones, relevar y designar a ministros locales a propuesta del Presidente del Consejo de Ministros, entre otras. Estaba formado por un presidente, dos vicepresidentes (uno por cada república autónoma de la RSS de Georgia), un secretario y 13 miembros ordinarios. 

### Diputados
Los diputados del Sóviet Supremo de la RSS de Georgia eran electos sobre la base de sufragio universal, igual y directo en votación secreta por ciudadanos mayores de 18 años, en proporción de un diputado por cada 10,000 habitantes.

## Facultades
El Sóviet Supremo de la República Socialista Soviética de Georgia elegía un Presídium responsable ante él, y también formaba al Gobierno; elegía al Consejo de Ministros de la República Socialista Soviética de Georgia, y a la Corte Suprema de la República Socialista Soviética de Georgia. También los diputados eligieron a los jefes de los comités ejecutivos locales y parcialmente a sus diputados, el estado mayor de mando de los distritos militares ubicados en el territorio de la RSS de Georgia.
Los deberes del Sóviet Supremo también consistían en:
- Modificar la Constitución de la República Socialista Soviética de Georgia y adoptar nuevas versiones;
- Publicar y aprobar los planes económicos nacionales y el presupuesto estatal de la república;
- Supervisar el estado y la gestión de las empresas subordinadas a la Unión y supervisarlas.

La forma principal de la actividad del Sóviet Supremo eran las sesiones, que el Presídium convocaba dos veces al año. Asimismo, ante solicitud del Presídium o a solicitud de un tercio de los diputados, se podían convocar sesiones extraordinarias y solemnes (dedicadas a fechas destacadas). El Sóviet Supremo formaba comisiones permanentes y temporales. Las leyes fueron aprobadas por mayoría de votos de los diputados que participaron en la reunión del Sóviet Supremo.

## Convocatorias
| Convocatoria      | Periodo   |
| ----------------- | --------- |
| I Convocatoria    | 1938-1946 |
| II Convocatoria   | 1947-1950 |
| III Convocatoria  | 1951-1954 |
| IV Convocatoria   | 1955-1959 |
| V Convocatoria    | 1959-1962 |
| VI Convocatoria   | 1963-1966 |
| VII Convocatoria  | 1967-1970 |
| VIII Convocatoria | 1971-1974 |
| IX Convocatoria   | 1975-1979 |
| X Convocatoria    | 1980-1984 |
| XI Convocatoria   | 1985-1989 |
| XII Convocatoria  | 1990-1991 |

## Presidentes delPresídiumdel Sóviet Supremo de la RSS de Georgia
| Imagen | Imagen | Nombre                               | Inicio                  | Fin                     | Partido político  |
| ------ | ------ | ------------------------------------ | ----------------------- | ----------------------- | ----------------- |
|        |        | Filipp Majaradze (1868-1941)         | 10 de julio de 1938     | 10 de diciembre de 1941 | Partido Comunista |
|        |        | Gueorgui Sturua (1884-1956)          | 3 de enero de 1942      | 26 de marzo de 1948     | Partido Comunista |
|        |        | Vasili Gogua (1908-1967)             | 26 de marzo de 1948     | 6 de abril de 1952      | Partido Comunista |
|        |        | Zajari Chjubianishvili (1903-? )     | 6 de abril de 1952      | 15 de abril de 1953     | Partido Comunista |
|        |        | Vladímir Tsjovrebashvili (1905-1977) | 15 de abril de 1953     | 29 de octubre de 1953   | Partido Comunista |
|        |        | Miron Chubinidze (1905-1980)         | 29 de octubre de 1953   | 17 de abril de 1959     | Partido Comunista |
|        |        | Giorgi Dzotsenidze (1910-1976)       | 18 de abril de 1959     | 26 de enero de 1976     | Partido Comunista |
|        |        | Pavel Gilashvili (1918-1994)         | 26 de enero de 1976     | 29 de marzo de 1989     | Partido Comunista |
|        |        | Otar Cherkezia (1933-2004)           | 29 de marzo de 1989     | 17 de noviembre de 1989 | Partido Comunista |
|        |        | Givi Gumbaridze (nacido en 1945)     | 17 de noviembre de 1989 | 14 de noviembre de 1990 | Partido Comunista |

## Presidentes del Sóviet Supremo de la RSS de Georgia
| Imagen | Imagen | Nombre                             | Inicio              | Fin                     | Partido político  |
| ------ | ------ | ---------------------------------- | ------------------- | ----------------------- | ----------------- |
|        |        | Iósif Kochlamazashvili (1906-1969) | 8 de julio de 1938  | 24 de marzo de 1947     | Partido Comunista |
|        |        | Vasili Gogua (1908-1967)           | 26 de marzo de 1947 | 26 de marzo de 1948     | Partido Comunista |
|        |        | Archil Gigoshvili (1907-1969)      | 26 de marzo de 1948 | 18 de abril de 1951     | Partido Comunista |
|        |        | Mijeíl Lelashvili (1910-? )        | 18 de abril de 1951 | 6 de abril de 1952      | Partido Comunista |
|        |        | Givi Dzhavajishvili (1912-1985)    | 6 de abril de 1952  | 15 de abril de 1953     | Partido Comunista |
|        |        | Archil Georgadze (1896-? )         | 15 de abril de 1953 | 1954                    | Partido Comunista |
|        |        | Víktor Kupradze (1903-1985)        | 1954                | 26 de abril de 1963     | Partido Comunista |
|        |        | Rafaíl Dvali (1909-1985)           | 26 de abril de 1963 | 12 de julio de 1971     | Partido Comunista |
|        |        | Irakli Abashidze (1909-1992)       | 12 de julio de 1971 | 14 de noviembre de 1990 | Partido Comunista |